# Distrito de Maharajganj
Maharajganj (en hindi; महाराजगंज जिला)) es un distrito de India en el estado de Uttar Pradesh. Código ISO: IN.UP.MG.
Comprende una superficie de 2 934 km².
El centro administrativo es la ciudad de Maharajganj.

## Demografía
Según censo 2011 contaba con una población total de 2 665 292 habitantes.